# Levittown
Levittown bezeichnet mehrere vorstädtische Siedlungen in den Vereinigten Staaten, die von William Levitt und seiner Firma Levitt & Sons als geplante Vorstadtsiedlungen entworfen wurden:
- Levittown (New York), das erste Levittown
- Levittown (Pennsylvania)
- Levittown (Puerto Rico)
- Willingboro Township in New Jersey, war kurze Zeit als Levittown bekannt

Im amerikanischen Englisch ist Levittown darüber hinaus das Synonym für eine Planstadt bzw. eine Siedlung mit einem uniformen Erscheinungsbild.